# Faris Haroun
Faris Haroun (Bruxelles, 22 settembre 1985) è un ex calciatore belga di origine ciadiana, di ruolo centrocampista.

## Carriera

### Club
Dopo essersi formato all'SC Jette e al R.W.D. Molenbeek, Haroun nel 2002 passa al Genk. Dopo una stagione nelle giovanili, nel 2003 entra a far parte a tutti gli effetti della rosa della prima squadra, collezionando 12 presenze e 3 reti nella stagione 2003-2004. Col passare del tempo, si guadagna il posto da titolare per le successive 4 stagioni. Nel mercato estivo 2008, passa al Germinal Beerschot. Nell'agosto 2011 si trasferisce in Inghilterra, al Middlesbrough.

### Nazionale
Ha fatto parte della nazionale di calcio belga Under-21, con cui ha partecipato all'Europeo di categoria 2007, svoltosi nei Paesi Bassi. Il Belgio viene eliminato in semifinale contro l'Paesi Bassi. Partecipa inoltre alle Olimpiadi di Pechino 2008. Chiude la sua esperienza in Under-21 nel 2008 risultando, con 25 partite giocate, il secondo di sempre dietro solo a Maarten Martens.
Ha anche esordito in nazionale maggiore, il 6 giugno 2007 nella sconfitta per 2-0 contro la Finlandia.

## Statistiche

### Cronologia presenze e reti in nazionale
| Cronologia completa delle presenze e delle reti in nazionale ― Belgio | Cronologia completa delle presenze e delle reti in nazionale ― Belgio | Cronologia completa delle presenze e delle reti in nazionale ― Belgio | Cronologia completa delle presenze e delle reti in nazionale ― Belgio | Cronologia completa delle presenze e delle reti in nazionale ― Belgio | Cronologia completa delle presenze e delle reti in nazionale ― Belgio | Cronologia completa delle presenze e delle reti in nazionale ― Belgio | Cronologia completa delle presenze e delle reti in nazionale ― Belgio |
| Data                                                                  | Città                                                                 | In casa                                                               | Risultato                                                             | Ospiti                                                                | Competizione                                                          | Reti                                                                  | Note                                                                  |
| --------------------------------------------------------------------- | --------------------------------------------------------------------- | --------------------------------------------------------------------- | --------------------------------------------------------------------- | --------------------------------------------------------------------- | --------------------------------------------------------------------- | --------------------------------------------------------------------- | --------------------------------------------------------------------- |
| 6-6-2007                                                              | Helsinki                                                              | Finlandia                                                             | 2 – 0                                                                 | Belgio                                                                | Qual. Euro 2008                                                       | -                                                                     | 55’                                                                   |
| 12-9-2007                                                             | Almaty                                                                | Kazakistan                                                            | 2 – 2                                                                 | Belgio                                                                | Qual. Euro 2008                                                       | -                                                                     | 77’                                                                   |
| 13-10-2007                                                            | Bruxelles                                                             | Belgio                                                                | 0 – 0                                                                 | Finlandia                                                             | Qual. Euro 2008                                                       | -                                                                     |                                                                       |
| 17-11-2007                                                            | Katowice                                                              | Polonia                                                               | 2 – 0                                                                 | Belgio                                                                | Qual. Euro 2008                                                       | -                                                                     | 84’                                                                   |
| 29-5-2009                                                             | Chiba                                                                 | Belgio                                                                | 1 – 1                                                                 | Cile                                                                  | Amichevole                                                            | -                                                                     |                                                                       |
| 31-5-2009                                                             | Tokyo                                                                 | Giappone                                                              | 4 – 0                                                                 | Belgio                                                                | Amichevole                                                            | -                                                                     |                                                                       |
| Totale                                                                |                                                                       | Presenze                                                              | 6                                                                     |                                                                       | Reti                                                                  | 0                                                                     |                                                                       |

## Palmarès

### Club

#### Competizioni nazionali
- Tweede klasse: 1

Anversa: 2016-2017
- Coppa del Belgio: 2

Anversa: 2019-2020,  2022-2023
- Campionato belga: 1

Anversa: 2022-2023
- Supercoppa del Belgio: 1

Anversa: 2023